# Bethany (Connecticut)
Pour les articles homonymes, voir Bethany.
Bethany est une ville américaine située dans le comté de New Haven, dans l'État du Connecticut.
Bethany devient une municipalité en 1832, en se détachant de Woodbridge. Elle est nommée en référence à la ville biblique de Béthanie.

## Démographie
Selon le recensement de 2010, sa population est de 5 563 habitants. La municipalité s'étend sur 21,51 milles carrés (55,71 km2), dont 21,13 milles carrés (54,73 km2) de terres.
| 1850 | 1860 | 1870  | 1880 | 1890 | 1900 |
| ---- | ---- | ----- | ---- | ---- | ---- |
| 914  | 974  | 1 135 | 637  | 550  | 517  |

| 1910 | 1920 | 1930 | 1940 | 1950  | 1960  |
| ---- | ---- | ---- | ---- | ----- | ----- |
| 495  | 411  | 480  | 706  | 1 318 | 2 384 |

| 1970  | 1980  | 1990  | 2000  | 2010  | - |
| ----- | ----- | ----- | ----- | ----- | - |
| 3 857 | 4 330 | 4 608 | 5 040 | 5 563 | - |